# Kamień (powiat bełchatowski)
Kamień – wieś w Polsce położona w województwie łódzkim, w powiecie bełchatowskim, w gminie Kleszczów.
W latach 1954–1968 wieś należała i była siedzibą władz gromady Kamień, po jej zniesieniu w gromadzie Chabielice. W latach 1975–1998 miejscowość należała administracyjnie do województwa piotrkowskiego. W 2011 roku liczba mieszkańców we wsi Kamień wynosiła 95.